# Privas
Privas är en stad och kommun i södra Frankrike och huvudort i departementet Ardèche.
Med sina 8 646 invånare i kommunen är Privas Frankrikes minsta departementshuvudstad.

## Befolkningsutveckling
Antalet invånare i kommunen Privas
| Referens: INSEE |